# Kyle Alessandro
Kyle Alessandro Helgesen Villalobos (Steinkjer, Noruega; 10 de março de 2006) é um cantor norueguês. Em fevereiro de 2025, venceu o Melodi Grand Prix e representou a Noruega no Festival Eurovisão da Canção de 2025 com a música «Lighter».

## Carreira
Kyle Alessandro é natural da vila de Steinkjer e participou no programa de casting Norske Talenter transmitido pela TV 2 em 2017, com 10 anos de idade. Seguiram-se aparições em programas de televisão como Allsang på grensen e lançou vários singles e o seu álbum de estreia intitulado Første kapittel.
No Melodi Grand Prix 2023, a ronda preliminar norueguesa para o Festival Eurovisão da Canção de 2023, Kyle Alessandro actuou juntamente com Kristian Haux e Magnus Winjum como parte do projeto coletivo Umami Tsunami. O grupo qualificou-se para a final com a canção Geronimo, a qual finalizou em último lugar. Em 2025, regressou ao Melodi Grand Prix como artista a solo com a canção Lighter, escrito em colaboração com o produtor Adam Woods e sagrou-se vencedor do concurso.

## Discografia

### Álbuns
- 2017: Første kapittel
- 2023: Evig & alltid

### Singles
- 2017 – Din sang
- 2017 – Boomerang
- 2018 – Som du e
- 2018 – Dødskul
- 2018 – Señorita
- 2018 – Hoodie
- 2019 – Fly med meg
- 2019 – Hun er forelska i lærer’n
- 2019 – Mi Corazón
- 2022 – Solo
- 2023 – Geronimo (Umami Tsunami)
- 2024 – Rodeo
- 2024 – Loyal (Umami Tsunami)
- 2025 – Pulse
- 2024 – Kommer du? (com Hilmer)
- 2025 – Lighter